# Bardalone
Bardalone è una frazione del comune italiano di San Marcello Piteglio, nella provincia di Pistoia, in Toscana.

## Geografia fisica
Il borgo occupa un'ampia area nella vallata dell'omonimo torrente, che nasce dalle pendici del Monte Croce delle Lari e si unisce al torrente Maresca a Campo Tizzoro; si estende a un'altitudine compresa tra 700 e 850 metri s.l.m ed è circondato da estesi boschi di castagni e faggi. A nord è separato dal vicino paese di Maresca da un rilievo poco elevato, localmente detto "Alpe Piana" per la sua conformazione relativamente pianeggiante; a sud il massiccio delle Lari, che raggiunge un'altezza massima di 1200 m, lo separa dalla valle del Reno
Il paese era costituito da numerose borgate separate l'una dall'altra; oggi quelle poste lungo l'attuale strada statale 66 sono unite da abitazioni costruite nel corso nel XIX e del XX secolo, mentre nelle zone più periferiche i singoli borghi mantengono la loro individualità. In questi ultimi si trovano varie abitazioni risalenti al XVII e XVIII secolo che offrono tipici esempi di architettura rurale montana.

## Storia
Fino al XVI secolo la località, come tutta la valle del torrente Maresca, faceva parte del territorio del comune di Gavinana ed era costituita da boschi di frassini, carpi, cerri e rovere, tutelata come zona di produzione degli alberi da costruzione. È tuttavia verosimile che già in questo periodo esistessero alcuni poderi, anche se non un vero e proprio centro abitato.
Nel 1618 si ha notizia della presenza di un oratorio dedicato alla Madonna della Neve, posto sul luogo dell'attuale chiesa parrocchiale. Nel 1723, su richiesta degli abitanti dei borghi di Campo Magno, Case Ducci, Case Pellegro e Bardalone, il pievano di Gavinana, Domenico Chelucci, chiese al vescovo di Pistoia che venisse costruita una chiesa parrocchiale al posto dell'oratorio per rendere più agevole la frequenza ai riti religiosi dei paesani che avevano difficoltà a recarsi alla pieve di Gavinana, distante alcuni chilometri. I lavori di costruzione vennero completati nel 1728.
Il paese acquistò autonomia dalla chiesa di Gavinana nel 1787 grazie alla riforma ecclesiastica voluta da Scipione de' Ricci, vescovo di Pistoia.
Un importante impulso allo sviluppo del paese fu dato dalla costruzione della "Strada Regia Modenese" (oggi la Strada Statale 66) che collegava Pistoia a Modena evitando i territori dello Stato Pontificio, che venne inaugurata nel 1778. Se precedentemente il paese era collegato a San Marcello e a Pistoia da mulattiere che percorrevano prevalentemente il versante settentrionale della valle, dove infatti si trovano alcune delle borgate più antiche, nel corso del XVIII e del XIX secolo vennero costruiti numerosi edifici lungo la strada regia, sia adibiti ad abitazioni private sia per lo stallaggio di animali da trapelo.

## Monumenti e luoghi d'interesse
La chiesa sorge nella parte alta del borgo, sulle rovine dell'oratorio di cui si ha notizia già dal 1618. La chiesa attuale fu costruita tra il 1723 e il 1728 su richiesta degli abitanti dei borghi che componevano Bardalone.
L'edificio è a pianta rettangolare, a una navata, con tetto a capanna. La facciata è coperta da un portico a tre archi.
All'interno la navata è coperta con volta a botte e sostenuta da sei archi. L'altare maggiore, costruito con pezzi di spoglio derivati da un altare di una chiesa di Pistoia, è isolato e reca due belle colonne con capitello. I due altari laterali hanno due pilastri che sorreggono un cornicione sovrastato da un arco a sesto acuto.
La chiesa nel 1800 subì numerosi lavori di ampliamento e restauro, terminati nel 1860 con la costruzione dell'abside.
La decorazione pittorica dei pilastri risale al 1945.